# Rue du Rhône
La rue de Rhône est une voie du quartier de la Cité à Genève. Jusqu’au XVe siècle, la rue était encore la grève du lac Léman et du Rhône. Son code de voie est le 20630.

## Situation
La rue du Rhône s'étend de la place de Bel-Air à l'entrée des Eaux-Vives. Maintenant la rue du Rhône est l'endroit où nous pouvons trouver un grand nombre de magasins de luxe.

## Origine du nom
Elle s'est d'abord appelée « derrière le Rhône », ou « rière le Rhône », qu'elle jouxte.

## Historique
Historiquement, cette rue rassemblait les maquignons et était un lieu d'entrepôt de fourrage. Elle se prolonge plus à l'Est à partir du XIXe siècle du côté de Rive.

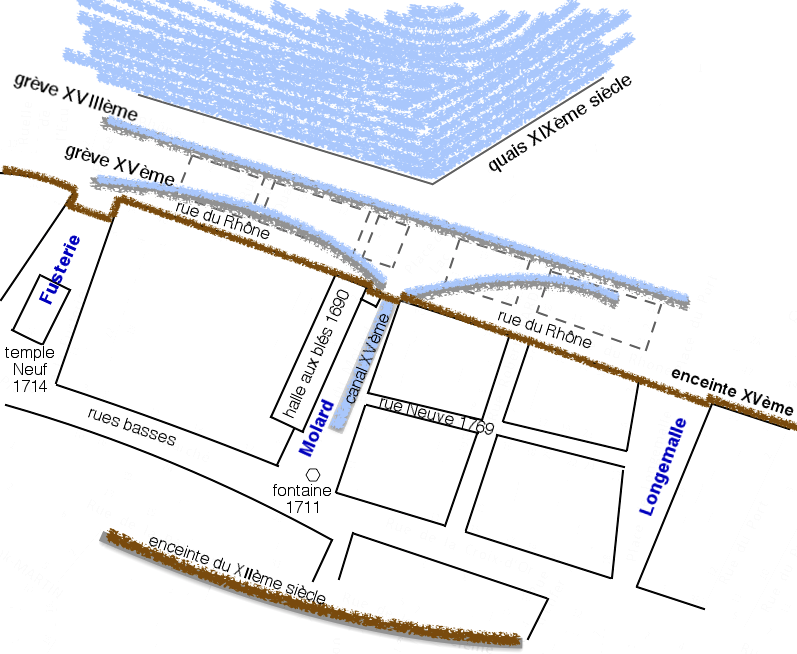
La Basse-Ville du XVe au XIXe siècle
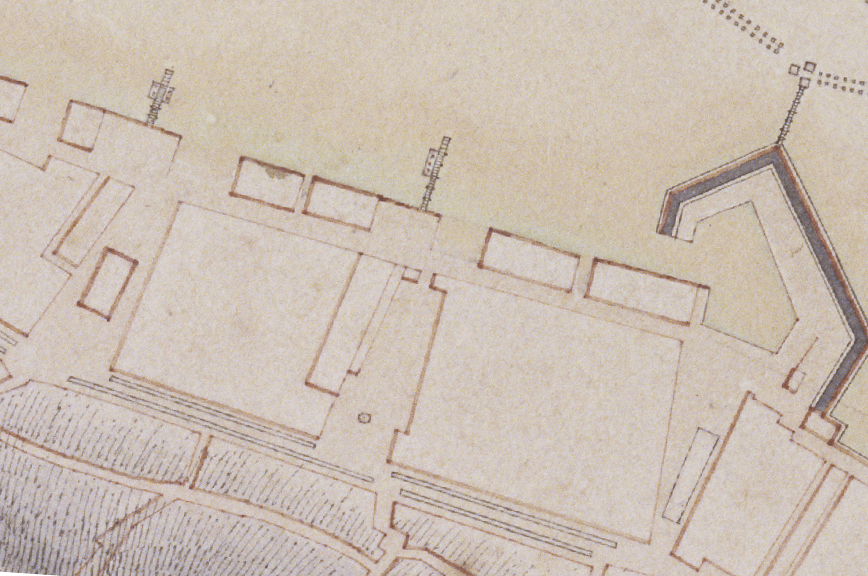
La Basse-Ville en 1718
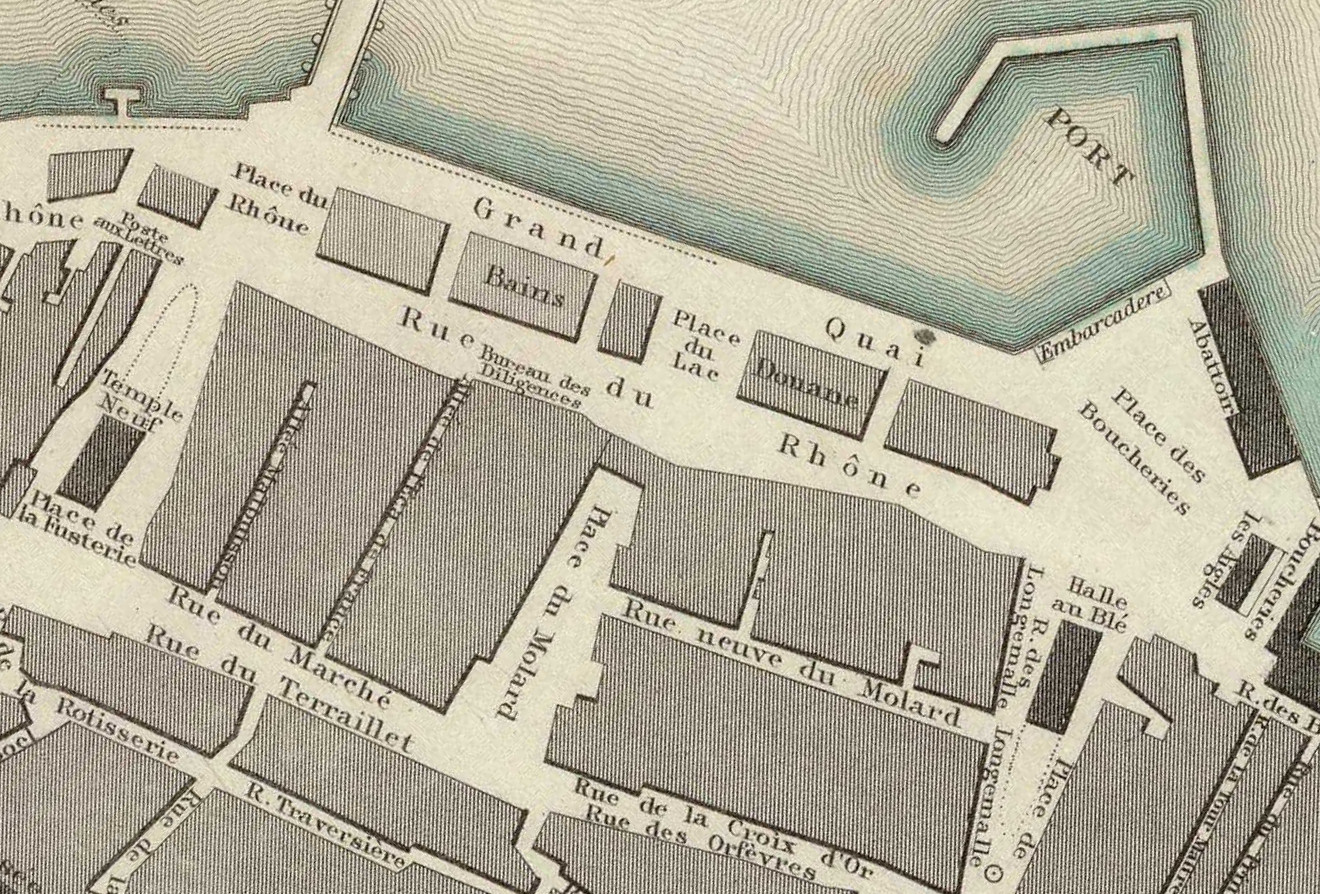
La Basse-Ville en 1841
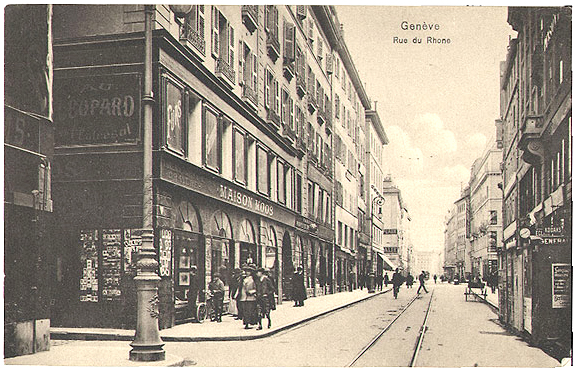
Vers 1906